# François Amégasse
François Akol Amégasse (10 ottobre 1965) è un dirigente sportivo ed ex calciatore gabonese, di ruolo difensore, attualmente dirigente della Nazionale gabonese.
È il secondo calciatore per numero di presenze con la Nazionale gabonese.

## Carriera

### Giocatore

#### Nazionale
Ha debuttato in Nazionale l'11 novembre 1984, in Zaire-Gabon (0-2). Ha messo a segno la sua prima rete con la maglia della Nazionale il 24 novembre 1988, in Gabon-Mali (4-0). Ha partecipato, con la Nazionale, alla Coppa d'Africa 1994, alla Coppa d'Africa 1996 e alla Coppa d'Africa 2000. Ha collezionato in totale, con la maglia della Nazionale, 111 presenze e 9 reti.

### Dirigente
Il 20 settembre 2018 è diventato direttore generale della Nazionale gabonese.

## Statistiche

### Cronologia presenze e reti in nazionale
| Cronologia completa delle presenze e delle reti in nazionale ― Gabon | Cronologia completa delle presenze e delle reti in nazionale ― Gabon | Cronologia completa delle presenze e delle reti in nazionale ― Gabon | Cronologia completa delle presenze e delle reti in nazionale ― Gabon | Cronologia completa delle presenze e delle reti in nazionale ― Gabon | Cronologia completa delle presenze e delle reti in nazionale ― Gabon | Cronologia completa delle presenze e delle reti in nazionale ― Gabon | Cronologia completa delle presenze e delle reti in nazionale ― Gabon |
| Data                                                                 | Città                                                                | In casa                                                              | Risultato                                                            | Ospiti                                                               | Competizione                                                         | Reti                                                                 | Note                                                                 |
| -------------------------------------------------------------------- | -------------------------------------------------------------------- | -------------------------------------------------------------------- | -------------------------------------------------------------------- | -------------------------------------------------------------------- | -------------------------------------------------------------------- | -------------------------------------------------------------------- | -------------------------------------------------------------------- |
| 13-11-1984                                                           | Kinshasa                                                             | Zaire                                                                | 2 – 0                                                                | Gabon                                                                | Qual. Coppa d'Africa 1986                                            | -                                                                    |                                                                      |
| 25-11-1984                                                           | Libreville                                                           | Gabon                                                                | 1 – 1                                                                | Zaire                                                                | Qual. Coppa d'Africa 1986                                            | -                                                                    |                                                                      |
| 07-12-1985                                                           | Libreville                                                           | Gabon                                                                | 1 – 0                                                                | Rep. del Congo                                                       | Coppa UDEAC 1985                                                     | -                                                                    |                                                                      |
| 11-12-1985                                                           | Libreville                                                           | Gabon                                                                | 4 – 0                                                                | Rep. Centrafricana                                                   | Coppa UDEAC 1985                                                     | -                                                                    |                                                                      |
| 19-12-1985                                                           | Libreville                                                           | Gabon                                                                | 3 – 0                                                                | Rep. del Congo                                                       | Coppa UDEAC 1985 - Finale                                            | -                                                                    |                                                                      |
| 22-01-1986                                                           | Libreville                                                           | Gabon                                                                | 0 – 1                                                                | Senegal                                                              | Amichevole                                                           | -                                                                    |                                                                      |
| 05-10-1986                                                           | Luanda                                                               | Angola                                                               | 1 – 0                                                                | Gabon                                                                | Qual. Coppa d'Africa 1988                                            | -                                                                    |                                                                      |
| 19-10-1986                                                           | Libreville                                                           | Gabon                                                                | 1 – 0 (3 - 5 dtr)                                                    | Angola                                                               | Qual. Coppa d'Africa 1988                                            | -                                                                    |                                                                      |
| 10-12-1986                                                           | Malabo                                                               | Gabon                                                                | 1 – 0                                                                | Rep. del Congo                                                       | Coppa UDEAC 1986                                                     | -                                                                    |                                                                      |
| 14-12-1986                                                           | Malabo                                                               | Gabon                                                                | 1 – 0                                                                | Rep. Centrafricana                                                   | Coppa UDEAC 1986                                                     | -                                                                    |                                                                      |
| 08-04-1987                                                           | Libreville                                                           | Gabon                                                                | 1 – 0                                                                | Costa d'Avorio                                                       | Amichevole                                                           | -                                                                    |                                                                      |
| 20-04-1987                                                           | Brazzaville                                                          | Gabon                                                                | 0 – 2                                                                | Camerun                                                              | Giochi dell'Africa Centrale 1987                                     | -                                                                    |                                                                      |
| 27-04-1987                                                           | Brazzaville                                                          | Gabon                                                                | 0 – 1                                                                | Angola                                                               | Giochi dell'Africa Centrale 1987 - Semifinali                        | -                                                                    |                                                                      |
| 29-04-1987                                                           | Brazzaville                                                          | Gabon                                                                | 2 – 3 dts                                                            | Rep. del Congo                                                       | Giochi dell'Africa Centrale 1987 - Finale 3º posto                   | -                                                                    |                                                                      |
| 09-12-1987                                                           | N'Djaména                                                            | Rep. Centrafricana                                                   | 1 – 1                                                                | Gabon                                                                | Coppa UDEAC 1987                                                     | -                                                                    |                                                                      |
| 16-12-1987                                                           | N'Djaména                                                            | Gabon                                                                | 0 – 1                                                                | Camerun                                                              | Coppa UDEAC 1987 - Semifinali                                        | -                                                                    |                                                                      |
| 18-12-1987                                                           | N'Djaména                                                            | Guinea Equatoriale                                                   | 0 – 0                                                                | Gabon                                                                | Coppa UDEAC 1987 - Finale 3º posto                                   | -                                                                    |                                                                      |
| 09-10-1988                                                           | Libreville                                                           | Gabon                                                                | 3 – 0                                                                | Burkina Faso                                                         | Qual. Coppa d'Africa 1990                                            | -                                                                    |                                                                      |
| 23-10-1988                                                           | Ouagadougou                                                          | Burkina Faso                                                         | 1 – 0                                                                | Gabon                                                                | Qual. Coppa d'Africa 1990                                            | -                                                                    |                                                                      |
| 23-11-1988                                                           | Libreville                                                           | Gabon                                                                | 4 – 0                                                                | Mali                                                                 | Amichevole                                                           | 1                                                                    | 32’                                                                  |
| 30-11-1988                                                           | Yaoundé                                                              | Camerun                                                              | 0 – 0                                                                | Gabon                                                                | Coppa UDEAC 1988                                                     | -                                                                    |                                                                      |
| 06-12-1988                                                           | Yaoundé                                                              | Gabon                                                                | 0 – 0 (5 - 3 dtr)                                                    | Rep. Centrafricana                                                   | Coppa UDEAC 1988 -Semifinali                                         | -                                                                    |                                                                      |
| 08-12-1988                                                           | Yaoundé                                                              | Gabon                                                                | 1 – 0                                                                | Camerun                                                              | Coppa UDEAC 1988 - Finale                                            | -                                                                    |                                                                      |
| 03-01-1989                                                           | Libreville                                                           | Gabon                                                                | 2 – 3                                                                | Tunisia                                                              | Amichevole                                                           | -                                                                    |                                                                      |
| 07-01-1989                                                           | Enugu                                                                | Nigeria                                                              | 1 – 0                                                                | Gabon                                                                | Qual. Mondiali 1990                                                  | -                                                                    |                                                                      |
| 22-01-1989                                                           | Libreville                                                           | Gabon                                                                | 1 – 3                                                                | Camerun                                                              | Qual. Mondiali 1990                                                  | -                                                                    |                                                                      |
| 09-04-1989                                                           | Libreville                                                           | Gabon                                                                | 1 – 0                                                                | Ghana                                                                | Qual. Coppa d'Africa 1990                                            | -                                                                    |                                                                      |
| 23-04-1989                                                           | Accra                                                                | Ghana                                                                | 1 – 0 (5 - 3 dtr)                                                    | Gabon                                                                | Qual. Coppa d'Africa 1990                                            | -                                                                    |                                                                      |
| 04-06-1989                                                           | Libreville                                                           | Gabon                                                                | 0 – 0                                                                | Zaire                                                                | Amichevole                                                           | -                                                                    |                                                                      |
| 11-06-1989                                                           | Luanda                                                               | Angola                                                               | 2 – 0                                                                | Gabon                                                                | Qual. Mondiali 1990                                                  | -                                                                    |                                                                      |
| 25-06-1989                                                           | Libreville                                                           | Gabon                                                                | 2 – 1                                                                | Nigeria                                                              | Qual. Mondiali 1990                                                  | -                                                                    |                                                                      |
| 06-07-1989                                                           | Blantyre                                                             | Malawi                                                               | 2 – 0                                                                | Gabon                                                                | Amichevole                                                           | -                                                                    |                                                                      |
| 07-07-1989                                                           | Blantyre                                                             | Gabon                                                                | 1 – 0                                                                | Mozambico                                                            | Amichevole                                                           | -                                                                    |                                                                      |
| 16-07-1989                                                           | Lusaka                                                               | Zambia                                                               | 3 – 0                                                                | Gabon                                                                | Qual. Coppa d'Africa 1990                                            | -                                                                    |                                                                      |
| 30-07-1989                                                           | Libreville                                                           | Gabon                                                                | 2 – 1                                                                | Zambia                                                               | Qual. Coppa d'Africa 1990                                            | 1                                                                    | 43’                                                                  |
| 19-08-1990                                                           | Libreville                                                           | Gabon                                                                | 1 – 0                                                                | Uganda                                                               | Qual. Coppa d'Africa 1992                                            | -                                                                    |                                                                      |
| 01-09-1990                                                           | Dar es Salaam                                                        | Tanzania                                                             | 0 – 0                                                                | Gabon                                                                | Qual. Coppa d'Africa 1992                                            | -                                                                    |                                                                      |
| 14-04-1991                                                           | Kinshasa                                                             | Zaire                                                                | 2 – 1                                                                | Gabon                                                                | Qual. Coppa d'Africa 1992                                            | -                                                                    |                                                                      |
| 28-04-1991                                                           | Kampala                                                              | Uganda                                                               | 0 – 0                                                                | Gabon                                                                | Qual. Coppa d'Africa 1992                                            | -                                                                    |                                                                      |
| 07-07-1991                                                           | Libreville                                                           | Gabon                                                                | 0 – 1                                                                | Ghana                                                                | Amichevole                                                           | -                                                                    |                                                                      |
| 14-07-1991                                                           | Libreville                                                           | Gabon                                                                | 1 – 0                                                                | Tanzania                                                             | Qual. Coppa d'Africa 1992                                            | -                                                                    |                                                                      |
| 28-07-1991                                                           | Libreville                                                           | Gabon                                                                | 0 – 0                                                                | Zaire                                                                | Qual. Coppa d'Africa 1992                                            | -                                                                    |                                                                      |
| 14-06-1992                                                           | Libreville                                                           | Gabon                                                                | 1 – 0                                                                | Togo                                                                 | Amichevole                                                           | -                                                                    |                                                                      |
| 21-06-1992                                                           | Libreville                                                           | Gabon                                                                | 0 – 1                                                                | Burundi                                                              | Amichevole                                                           | -                                                                    |                                                                      |
| 16-08-1992                                                           | Libreville                                                           | Gabon                                                                | 0 – 0                                                                | Camerun                                                              | Qual. Coppa d'Africa 1994                                            | -                                                                    |                                                                      |
| 30-08-1992                                                           | Niamey                                                               | Niger                                                                | 1 – 3                                                                | Gabon                                                                | Qual. Coppa d'Africa 1994                                            | -                                                                    |                                                                      |
| 04-10-1992                                                           | Libreville                                                           | Gabon                                                                | 1 – 0                                                                | Ciad                                                                 | Amichevole                                                           | -                                                                    |                                                                      |
| 11-10-1992                                                           | Libreville                                                           | Gabon                                                                | 3 – 1                                                                | Mozambico                                                            | Qual. Mondiali 1994                                                  | -                                                                    |                                                                      |
| 19-12-1992                                                           | Libreville                                                           | Gabon                                                                | 3 – 2                                                                | Senegal                                                              | Qual. Mondiali 1994                                                  | 1                                                                    | 36’                                                                  |
| 02-01-1993                                                           | Libreville                                                           | Gabon                                                                | 1 – 1 (3 - 5 dtr)                                                    | Burkina Faso                                                         | Amichevole                                                           | 1                                                                    | 44’                                                                  |
| 03-01-1993                                                           | Libreville                                                           | Gabon                                                                | 2 – 3                                                                | Ghana                                                                | Amichevole                                                           | 1                                                                    | 12’                                                                  |
| 17-01-1993                                                           | Matola                                                               | Mozambico                                                            | 1 – 1                                                                | Gabon                                                                | Qual. Mondiali 1994                                                  | -                                                                    | 16’                                                                  |
| 27-02-1993                                                           | Dakar                                                                | Senegal                                                              | 1 – 0                                                                | Gabon                                                                | Qual. Mondiali 1994                                                  | -                                                                    |                                                                      |
| 11-04-1993                                                           | Libreville                                                           | Gabon                                                                | 2 – 0                                                                | Benin                                                                | Qual. Coppa d'Africa 1994                                            | -                                                                    |                                                                      |
| 25-04-1993                                                           | Yaoundé                                                              | Camerun                                                              | 0 – 0                                                                | Gabon                                                                | Qual. Coppa d'Africa 1994                                            | -                                                                    |                                                                      |
| 04-07-1993                                                           | Libreville                                                           | Gabon                                                                | 0 – 2                                                                | Mali                                                                 | Amichevole                                                           | -                                                                    |                                                                      |
| 11-07-1993                                                           | Libreville                                                           | Gabon                                                                | 3 – 0                                                                | Niger                                                                | Amichevole                                                           | -                                                                    |                                                                      |
| 25-07-1993                                                           | Cotonou                                                              | Benin                                                                | 1 – 2                                                                | Gabon                                                                | Qual. Coppa d'Africa 1994                                            | -                                                                    |                                                                      |
| 01-10-1993                                                           | Bonneuil-sur-Marne                                                   | Marocco                                                              | 1 – 0                                                                | Gabon                                                                | Amichevole                                                           | -                                                                    |                                                                      |
| 06-10-1993                                                           | Bruxelles                                                            | Belgio                                                               | 2 – 1                                                                | Gabon                                                                | Amichevole                                                           | -                                                                    |                                                                      |
| 05-11-1993                                                           | Tunisi                                                               | Tunisia                                                              | 4 – 0                                                                | Gabon                                                                | Amichevole                                                           | -                                                                    |                                                                      |
| 07-11-1993                                                           | Tunisi                                                               | Gabon                                                                | 1 – 2                                                                | Malta                                                                | Amichevole                                                           | -                                                                    |                                                                      |
| 27-02-1994                                                           | Moanda                                                               | Gabon                                                                | 0 – 0                                                                | Senegal                                                              | Amichevole                                                           | -                                                                    |                                                                      |
| 26-03-1994                                                           | Tunisi                                                               | Nigeria                                                              | 3 – 0                                                                | Gabon                                                                | Coppa d'Africa 1994                                                  | -                                                                    |                                                                      |
| 28-03-1994                                                           | Tunisi                                                               | Egitto                                                               | 4 – 0                                                                | Gabon                                                                | Coppa d'Africa 1994                                                  | -                                                                    | 59’                                                                  |
| 13-11-1994                                                           | Libreville                                                           | Gabon                                                                | 3 – 0                                                                | Mauritius                                                            | Qual. Coppa d'Africa 1996                                            | 1                                                                    | 26’                                                                  |
| 20-11-1994                                                           | Libreville                                                           | Gabon                                                                | 2 – 1                                                                | Zambia                                                               | Qual. Coppa d'Africa 1996                                            | -                                                                    |                                                                      |
| 02-04-1995                                                           | Libreville                                                           | Gabon                                                                | 7 – 0                                                                | Benin                                                                | Amichevole                                                           | 1                                                                    | 7’                                                                   |
| 08-04-1995                                                           | Lusaka                                                               | Zambia                                                               | 1 – 0                                                                | Gabon                                                                | Qual. Coppa d'Africa 1996                                            | -                                                                    |                                                                      |
| 04-06-1995                                                           | Curepipe                                                             | Mauritius                                                            | 0 – 3                                                                | Gabon                                                                | Qual. Coppa d'Africa 1996                                            | -                                                                    |                                                                      |
| 22-10-1995                                                           | Libreville                                                           | Gabon                                                                | 1 – 0                                                                | Sierra Leone                                                         | Amichevole                                                           | -                                                                    |                                                                      |
| 28-11-1995                                                           | Libreville                                                           | Gabon                                                                | 0 – 2                                                                | Costa d'Avorio                                                       | Amichevole                                                           | -                                                                    |                                                                      |
| 30-11-1995                                                           | Libreville                                                           | Gabon                                                                | 2 – 1                                                                | Algeria                                                              | Amichevole                                                           | -                                                                    |                                                                      |
| 02-12-1995                                                           | Libreville                                                           | Gabon                                                                | 0 – 0 (1 - 3 dtr)                                                    | Camerun                                                              | Amichevole                                                           | -                                                                    |                                                                      |
| 22-12-1995                                                           | Ouagadougou                                                          | Burkina Faso                                                         | 2 – 5                                                                | Gabon                                                                | Amichevole                                                           | -                                                                    |                                                                      |
| 27-12-1995                                                           | Bamako                                                               | Mali                                                                 | 1 – 2                                                                | Gabon                                                                | Amichevole                                                           | -                                                                    |                                                                      |
| 11-01-1996                                                           | Maputo                                                               | Mozambico                                                            | 1 – 0                                                                | Gabon                                                                | Amichevole                                                           | -                                                                    |                                                                      |
| 16-01-1996                                                           | Durban                                                               | Gabon                                                                | 1 – 2                                                                | Liberia                                                              | Coppa d'Africa 1996                                                  | -                                                                    |                                                                      |
| 19-01-1996                                                           | Durban                                                               | Gabon                                                                | 2 – 0                                                                | RD del Congo                                                         | Coppa d'Africa 1996                                                  | -                                                                    |                                                                      |
| 28-01-1996                                                           | Durban                                                               | Gabon                                                                | 1 – 1 (1 - 4 dtr)                                                    | Tunisia                                                              | Coppa d'Africa 1996 - Quarti di finale                               | -                                                                    |                                                                      |
| 02-06-1996                                                           | Lobamba                                                              | eSwatini                                                             | 0 – 1                                                                | Gabon                                                                | Qual. Mondiali 1998                                                  | -                                                                    |                                                                      |
| 16-06-1996                                                           | Libreville                                                           | Gabon                                                                | 2 – 0                                                                | eSwatini                                                             | Qual. Mondiali 1998                                                  | -                                                                    |                                                                      |
| 29-09-1996                                                           | Libreville                                                           | Gabon                                                                | 1 – 1                                                                | Mali                                                                 | Amichevole                                                           | -                                                                    |                                                                      |
| 03-11-1996                                                           | Lomé                                                                 | Togo                                                                 | 0 – 1                                                                | Gabon                                                                | Amichevole                                                           | -                                                                    |                                                                      |
| 10-11-1996                                                           | Libreville                                                           | Gabon                                                                | 1 – 1                                                                | Ghana                                                                | Qual. Mondiali 1998                                                  | -                                                                    |                                                                      |
| 20-12-1996                                                           | Cotonou                                                              | Burkina Faso                                                         | 1 – 1                                                                | Gabon                                                                | Amichevole                                                           | -                                                                    |                                                                      |
| 22-12-1996                                                           | Cotonou                                                              | Benin                                                                | 3 – 3                                                                | Gabon                                                                | Amichevole                                                           | 1                                                                    | 28’                                                                  |
| 25-12-1996                                                           | Cotonou                                                              | Ghana                                                                | 1 – 1                                                                | Gabon                                                                | Amichevole                                                           | -                                                                    |                                                                      |
| 11-01-1997                                                           | Freetown                                                             | Sierra Leone                                                         | 1 – 0                                                                | Gabon                                                                | Qual. Mondiali 1998                                                  | -                                                                    |                                                                      |
| 25-01-1997                                                           | Kasarani                                                             | Kenya                                                                | 1 – 0                                                                | Gabon                                                                | Qual. Coppa d'Africa 1998                                            | -                                                                    |                                                                      |
| 22-02-1997                                                           | Windhoek                                                             | Namibia                                                              | 1 – 1                                                                | Gabon                                                                | Qual. Coppa d'Africa 1998                                            | -                                                                    |                                                                      |
| 30-03-1997                                                           | Libreville                                                           | Gabon                                                                | 2 – 1                                                                | Togo                                                                 | Amichevole                                                           | -                                                                    |                                                                      |
| 06-04-1997                                                           | Libreville                                                           | Gabon                                                                | 0 – 4                                                                | Marocco                                                              | Qual. Mondiali 1998                                                  | -                                                                    |                                                                      |
| 27-04-1997                                                           | Accra                                                                | Ghana                                                                | 3 – 0                                                                | Gabon                                                                | Qual. Mondiali 1998                                                  | -                                                                    |                                                                      |
| 22-06-1997                                                           | Yaoundé                                                              | Camerun                                                              | 2 – 2                                                                | Gabon                                                                | Qual. Coppa d'Africa 1998                                            | -                                                                    |                                                                      |
| 13-07-1997                                                           | Libreville                                                           | Gabon                                                                | 1 – 0                                                                | Kenya                                                                | Qual. Coppa d'Africa 1998                                            | -                                                                    |                                                                      |
| 27-07-1997                                                           | Libreville                                                           | Gabon                                                                | 1 – 1                                                                | Namibia                                                              | Qual. Coppa d'Africa 1998                                            | -                                                                    |                                                                      |
| 17-08-1997                                                           | Casablanca                                                           | Marocco                                                              | 2 – 0                                                                | Gabon                                                                | Qual. Mondiali 1998                                                  | -                                                                    |                                                                      |
| 02-08-1998                                                           | Munenga                                                              | Guinea Equatoriale                                                   | 0 – 2                                                                | Gabon                                                                | Qual. Coppa d'Africa 2000                                            | -                                                                    |                                                                      |
| 16-08-1998                                                           | Libreville                                                           | Gabon                                                                | 3 – 0                                                                | Guinea Equatoriale                                                   | Qual. Coppa d'Africa 2000                                            | -                                                                    |                                                                      |
| 04-10-1998                                                           | Libreville                                                           | Gabon                                                                | 2 – 0                                                                | Mauritius                                                            | Qual. Coppa d'Africa 2000                                            | -                                                                    |                                                                      |
| 24-01-1999                                                           | Luanda                                                               | Angola                                                               | 3 – 1                                                                | Gabon                                                                | Qual. Coppa d'Africa 2000                                            | -                                                                    |                                                                      |
| 27-02-1999                                                           | Mabopane                                                             | Sudafrica                                                            | 4 – 1                                                                | Gabon                                                                | Qual. Coppa d'Africa 2000                                            | -                                                                    |                                                                      |
| 10-04-1999                                                           | Libreville                                                           | Gabon                                                                | 1 – 0                                                                | Sudafrica                                                            | Qual. Coppa d'Africa 2000                                            | -                                                                    |                                                                      |
| 06-06-1999                                                           | Libreville                                                           | Gabon                                                                | 3 – 1                                                                | Angola                                                               | Qual. Coppa d'Africa 2000                                            | 1                                                                    | 79’                                                                  |
| 20-06-1999                                                           | Les Avirons                                                          | Mauritius                                                            | 2 – 2                                                                | Gabon                                                                | Qual. Coppa d'Africa 2000                                            | -                                                                    | 67’                                                                  |
| 26-11-1999                                                           | Libreville                                                           | Gabon                                                                | 0 – 0                                                                | Togo                                                                 | Amichevole                                                           | -                                                                    |                                                                      |
| 28-11-1999                                                           | Libreville                                                           | Gabon                                                                | 3 – 2                                                                | Burkina Faso                                                         | Amichevole                                                           | -                                                                    |                                                                      |
| 06-01-2000                                                           | Il Cairo                                                             | Egitto                                                               | 4 – 0                                                                | Gabon                                                                | Amichevole                                                           | -                                                                    |                                                                      |
| 23-01-2000                                                           | Kumasi                                                               | Sudafrica                                                            | 3 – 1                                                                | Gabon                                                                | Coppa d'Africa 2000                                                  | -                                                                    |                                                                      |
| 29-01-2000                                                           | Kumasi                                                               | Gabon                                                                | 1 – 3                                                                | Algeria                                                              | Coppa d'Africa 2000                                                  | -                                                                    |                                                                      |
| Totale                                                               |                                                                      | Presenze (2º posto)                                                  | 111                                                                  |                                                                      | Reti                                                                 | 9                                                                    |                                                                      |

## Palmarès

### Club

#### Competizioni nazionali
- Campionato gabonese di calcio: 2

Sogara: 1983-1984
Petrosport: 1999
- Coppa del Gabon: 1

Sogara: 1984-1985